# 八卦洲
32°11′28″N 118°48′45″E / 32.1910°N 118.8126°E

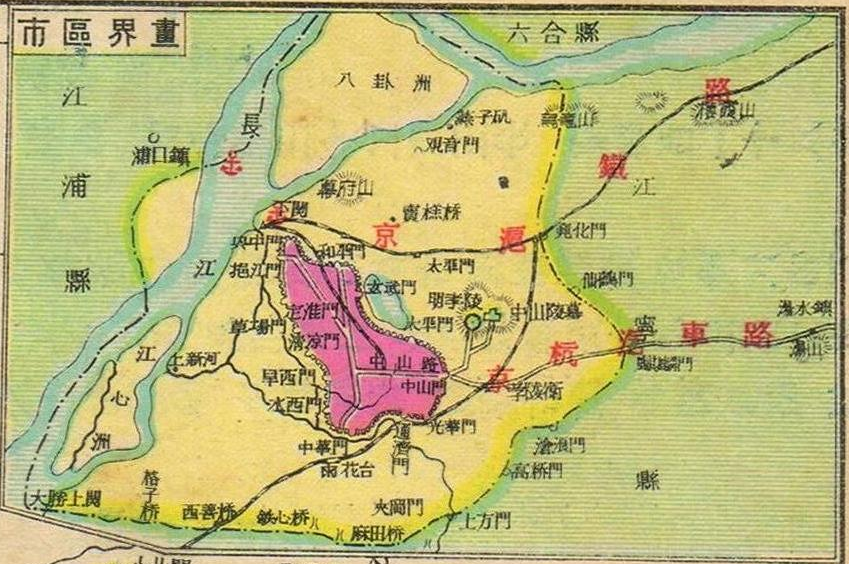
1936年出版的南京市区地图。时八卦洲属南京市。

八卦洲是中国长江下游的一个岛屿，位于南京长江大桥下游4公里处，面积56平方公里，是长江上的第四大岛，仅次于崇明岛、扬中和长兴岛。清朝时属上元县。清朝中后期，为江宁驻防旗产:256。民国时，属南京市。现设有八卦洲街道，隶属江苏省南京市栖霞区，人口约3.1万。
- 通过南京长江第二大桥，可到达八卦洲。
- 八卦洲的特产以芦蒿最为有名，号称“中国芦蒿第一乡”。
- 利用江滨沙滩，设有八卦洲沙漠风情园。
- 八卦洲被列为南京六大森林公园之一。
- 新规划的“洲头大江风光游览区”，以观光、运动为主要功能，游览水面5平方公里。

## 历史
清朝中期，八卦洲成为江宁驻防的旗产之一。当时江宁府为江苏省省会，人口稠密物价高昂，为解决江宁驻防官兵烧柴问题。乾隆三十五年，两江总督高晋等奏请将八卦洲买作旗产。次年，清朝政府批准，正式划归江宁驻防。当时八卦洲包括大、小八卦洲两部分。大八卦洲有芦地4052亩，“随洲草滩、泥滩”8693亩余，小八卦洲有芦地1110亩，“随洲草滩、泥滩”1454亩余，总面积为1.53万亩。嘉庆后期，因泥沙淤积，新“增涨洲地三千九百余亩”。最初，由江宁驻防官方经营。后因种种因素，不得不改变“向不出租”的旧制，于嘉庆九年（1804年）开始将向民人出租。嘉庆二十年（1815年），清朝政府采纳江宁将军穆克登额意见，将全部土地出租予上元县民人贾秉钧。后因租金过高和水灾频繁，贾秉钧与卓国珠、殷炳等民人租户，均以退佃告终，仍由江宁驻防官方管理。“每年委派官二三员、后十数名轮流赴洲办理”。太平天国战争期间，因战火停止。同治之后恢复:256、257。